# Bernhard Capesius
Bernhard Capesius, pseudonimul literar al lui Karl Bernhard, (n. 16 noiembrie 1889, Sibiu – d. 8 iulie 1981, Sibiu) a fost un profesor universitar, scriitor, lingvist.
A studiat germanistica clasică, filologia și teologia la Jena și Budapesta. A luat doctoratul la Berlin în 1911 cu o lucrare despre vocalele în dialectul săsesc.
A fost profesor la gimnaziul german din Sibiu iar în timpul Primului Război Mondial a fost pe frontul din Italia. Din 1923 a fost directorul școlii germane din București. A ținut cursuri de istorie a literaturii și limbii germane din România la Catedra de Germanistică, Facultatea de Limbi și Literaturi Străine, Universitatea din București 
A publicat numeroase studii lingvistice, filologice, de asemeni în domeniul epic, dramatic, liric și eseistic. Din 1957 a condus lucrările pentru dicționarul dialectului săsesc.
Din 1970 a fost ales Membru al Academiei de Științe Sociale și Politice din România.
Fiica sa, Roswith Capesius, a fost o apreciată pictoriță, scenografă, scriitoare și etnografă.

## Scrieri
- Der schöne Tod, Ein Abendlied, Hermannstadt, 1919
- Im alten Land, Roman aus Siebenbürgen, Sibiu, 1923
- Segel nach der Ewigkeit, poezii, Sibiu, 1929
- Der Schneideraufruhr in Hermannstadt und andere Erzählungen (împreună cu  Daniel Roth), Editura ESPLA, 1956
- Der Schneideraufruhr in Hermannstadt und andere Erzählungen, Editura ESPLA București, 1957
- Die Landler in Siebenbürgen (Landlerii în Transilvania) Editura Academiei Române, 1962
- Sie förderten den Lauf der Dinge. Deutsche Humanisten auf dem Boden Siebenbürgens, Editura pentru literatură, București, 1967
- Friedrich Hebbel - Maria Magdalena. Agnes Bernauer, Editura tineretului, București, 1969
- Im Alten Land. Epik, Dramatik, Lyrik, Essayistik, redactată de Brigitte Tontsch, Editura Kriterion, București, 1975
- Linguistische Studien 1933-1973, Editura Südostdeutsches Kulturwerk, München, 1990
- Povestiri de altădată (în românește de Liliana Mitrache) Editura Kriterion, București, 1990
- Aus der Geschichte des deutschen Schrifttums in Siebenbürgen und Banat Articol apărut în revista Forschungen, 1994, 37, nr. 1, p. 5-22 ; 1995, 38, nr. 1-2, p. 139-155.
- Siebenbürgisch-sächsisches Wörterbuch, Vol. VI, (Dicționar al dialectului săsesc din Transilvania), îndrumător științific, București, Ed. Academiei Române; Köln, Böhlau Verlag 1993.

## Traduceri
- Faschingsrummel (traducerea piesei D-ale carnavalului, de Ion Luca Caragiale), premieră la Teatrul German din Timișoara în 09.01.1959[3]

## Bilbliografie
- Lexikon der Siebenbürger Sachsen (Dicționar al sașilor din Transilvania), editura Wort und Welt, Innsbruck 1993.